# Porotrichum brasiliense
Porotrichum brasiliense là một loài rêu trong họ Neckeraceae. Loài này được Ochyra mô tả khoa học đầu tiên năm 2011.